# Joshua Kitolano
Joshua Gaston Kitolano (Kinshasa, 3 agosto 2001) è un calciatore norvegese, centrocampista dello Sparta Rotterdam.

## Biografia
Originario della Repubblica Democratica del Congo, è arrivato in Norvegia nel 2005. Ha due fratelli, Eric e John, anche loro calciatori.

## Carriera

### Club
Kitolano ha giocato nelle giovanili del Gulset, per poi entrare a far parte di quelle dell'Odd. Il 3 novembre 2017 ha firmato il primo contratto professionistico con l'Odd. Ha esordito in Eliteserien in data 15 aprile 2018: è subentrato a Thomas Grøgaard nella sconfitta per 3-0 subita sul campo dello Strømsgodset.
Il 27 settembre 2018, Kitolano ha prolungato il contratto che lo legava al club fino al 30 giugno 2021. Il 12 maggio 2019 ha trovato la prima rete nella massima divisione norvegese, realizzata in occasione della vittoria per 1-2 maturata sul campo del Tromsø.
Il 30 settembre 2020, Kitolano ha ulteriormente rinnovato l'accordo che lo legava all'Odd, fino al 31 dicembre 2022.
Il 21 giugno 2022, Kitolano è passato a titolo definitivo allo Sparta Rotterdam, squadra dell'Eredivisie, con cui ha firmato un contratto valido fino al 2026.

### Nazionale
Kitolano ha rappresentato la Norvegia a livello Under-15, Under-16, Under-17, Under-18, Under-19 e Under-21. Per quanto concerne quest'ultima selezione, ha debuttato in data 9 ottobre 2020, quando ha sostituito Emil Bohinen nell'amichevole persa per 4-1 contro il Portogallo. Il 14 giugno viene convocato insieme a Seedy Jatta per l'Europeo U-21 2023 al posto degli infortunati Hugo Vetlesen e Jørgen Strand Larsen.

## Statistiche

### Presenze e reti nei club
Statistiche aggiornate al 24 novembre 2024.
| Stagione                | Club                    | Campionato              | Campionato | Campionato | Coppe nazionali | Coppe nazionali | Coppe nazionali | Coppe continentali | Coppe continentali | Coppe continentali | Supercoppe | Supercoppe | Supercoppe | Totale | Totale |
| Stagione                | Club                    | Comp                    | Pres       | Reti       | Comp            | Pres            | Reti            | Comp               | Pres               | Reti               | Comp       | Pres       | Reti       | Pres   |        |
| ----------------------- | ----------------------- | ----------------------- | ---------- | ---------- | --------------- | --------------- | --------------- | ------------------ | ------------------ | ------------------ | ---------- | ---------- | ---------- | ------ | ------ |
| 2017                    | Odd                     | ES                      | 0          | 0          | CN              | 0               | 0               | -                  | -                  | -                  | -          | -          | -          | 0      | 0      |
| 2018                    | Odd                     | ES                      | 15         | 0          | CN              | 1               | 1               | -                  | -                  | -                  | -          | -          | -          | 16     | 1      |
| 2019                    | Odd                     | ES                      | 21         | 1          | CN              | 5               | 1               | -                  | -                  | -                  | -          | -          | -          | 26     | 2      |
| 2020                    | Odd                     | ES                      | 27         | 4          | -               | -               | -               | -                  | -                  | -                  | -          | -          | -          | 27     | 4      |
| 2021                    | Odd                     | ES                      | 26         | 2          | CN              | 3               | 0               | -                  | -                  | -                  | -          | -          | -          | 29     | 2      |
| gen.-lug. 2022          | Odd                     | ES                      | 16         | 0          | CN              | 1               | 0               | -                  | -                  | -                  | -          | -          | -          | 17     | 0      |
| Totale Odd              | Totale Odd              | Totale Odd              | 105        | 7          |                 | 10              | 2               |                    | -                  | -                  |            | -          | -          | 115    | 9      |
| ago. 2022-2023          | Sparta Rotterdam        | E                       | 34+4       | 4+0        | CN              | 1               | 0               | -                  | -                  | -                  | -          | -          | -          | 39     | 4      |
| 2023-2024               | Sparta Rotterdam        | E                       | 24         | 5          | CN              | 2               | 0               | -                  | -                  | -                  | -          | -          | -          | 26     | 5      |
| 2024-2025               | Sparta Rotterdam        | E                       | 12         | 0          | CN              | 1               | 0               | -                  | -                  | -                  | -          | -          | -          | 13     | 0      |
| Totale Sparta Rotterdam | Totale Sparta Rotterdam | Totale Sparta Rotterdam | 70+4       | 9+0        |                 | 4               | 0               |                    | -                  | -                  |            | -          | -          | 78     | 9      |
| Totale                  | Totale                  | Totale                  | 179        | 16         |                 | 14              | 2               |                    | -                  | -                  |            | -          | -          | 193    | 18     |